# Alexander O'Neal
 (octobre 2017).
Si vous disposez d'ouvrages ou d'articles de référence ou si vous connaissez des sites web de qualité traitant du thème abordé ici, merci de compléter l'article en donnant les références utiles à sa vérifiabilité et en les liant à la section « Notes et références ».
Pour les articles homonymes, voir O'Neal.
Alexander O'Neal, né le 15 novembre 1953 à Natchez, est un chanteur et compositeur américain originaire de Minneapolis.

## Biographie
O'Neal a sorti son premier album, l'éponyme Alexander O'Neal, en 1985. Depuis, il a réalisé huit albums studio, six compilations et un album live.

## Discographie
- Alexander O'Neal (1985)
- Hearsay (1987)
- My Gift to You (1988)
- All True Man (1991)
- Love Makes No Sense (1993)
- Lovers Again (1996)
- Saga of a Married Man (2002)
- Alex Loves... (2008)
- Five Questions: The New Journey (2010)